# Regina coeli
A Regina coeli vagy Regina caeli („Mennyek Királynője”) a római katolikus egyház ősi latin Mária-himnusza. Nevét, mint más imádságok, a kezdősoráról kapta. Egyike a négy (évszakonként váltakozó) Mária-antifónának, előírás szerint a nap végén éneklik vagy recitálják (vagy kompletóriumon vagy vesperáson), tehát tipikusan éjjeli ima. Nagyszombattól pünkösdvasárnapig az Úrangyala (Angelus) helyett ezt az imát mondják a reggeli, déli és esti harangszó alatt.
Szerzője ismeretlen, de a legenda szerint Nagy Szent Gergely pápa egy húsvét reggelen angyaloktól hallotta énekelni az ima első három sorát, miközben egy szertartás keretében mezítláb haladt a Szent Lukács evangélista által festett, az Szent Szüzet ábrázoló ikon mögött. Ekkor isteni sugallatra hozzáadta a negyedik sort is. Egy másik, jelenleg megalapozatlan elmélet szerint V. Gergely pápa a szerző.

## Latin szövege
Regina caeli, laetare, alleluia:
Quia quem meruisti portare, alleluia,
Resurrexit, sicut dixit, alleluia,
Ora pro nobis Deum, alleluia.
A himnuszhoz, hasonlóan a többi Mária-antifonához, verzikulus és könyörgés is tartozik:
V. Gaude et laetare, Virgo Maria, alleluia.
R. Quia surrexit Dominus vere, alleluia.
Oremus. Deus, qui per resurrectionem Filii tui, Domini nostri Iesu Christi mundum laetificare dignatus es: praesta, quaesumus; ut per eius Genetricem Virginem Mariam, perpetuae capiamus gaudia vitae. Per eundem Christum Dominum nostrum. Amen.

## Magyar szövege
Mennynek Királyné asszonya, örülj szép Szűz, alleluja, 
Mert kit méhedben hordozni méltó voltál, alleluja.
Amint megmondotta vala, feltámadott, alleluja. 
Imádd Istent, hogy lemossa bűneinket, alleluja.
Örülj és örvendezz Szűz Mária, alleluja! 
Mert valóban feltámadott az Úr, alleluja!
Ima: Könyörögjünk! Úristen, ki szent Fiadnak, a mi Urunk Jézus Krisztus feltámadásával a világot megörvendeztetni méltóztattál, add, kérünk, hogy az ő anyja, Szűz Mária által az örök élet örömeit elnyerhessük. A mi Urunk, Jézus Krisztus által. – Ámen. 